# ویسپرینگ پاینز، اپلتون، ویسکانسین
ویسپرینگ پاینز (به انگلیسی: Whispering Pines) یک منطقهٔ مسکونی در ایالات متحده آمریکا است که در شهرستان اوتاگامی، ویسکانسین واقع شده‌است. ویسپرینگ پاینز ۲۳۲ متر بالاتر از سطح دریا واقع شده‌است.